# Baryssinus albifrons
Baryssinus albifrons es una especie de escarabajo longicornio del género Baryssinus, tribu Acanthocinini, subfamilia Lamiinae. Fue descrita científicamente por Monné & Martins en 1976.
El período de vuelo de la especie se presenta durante los meses de enero, marzo, abril, octubre y noviembre.

## Descripción
Mide 8,2-11,5 milímetros de longitud.

## Distribución
Se distribuye por Brasil y Guayana Francesa.